# Bolesław Stachowiak
Bolesław Stachowiak (ur. 8 sierpnia 1923 w Gorszewicach) – polski działacz partyjny i państwowy, w latach 1973–1980 wicewojewoda poznański.

## Życiorys
Syn Wojciecha i Anny. W 1945 służył w komendzie powiatowej Milicji Obywatelskiej w Szamotułach. Należał do Polskiej Partii Robotniczej, w 1948 wstąpił do Polskiej Zjednoczonej Partii Robotniczej. Odbył dwuletni kurs w Centralnej Szkole Partyjnej PZPR. Pełnił funkcję I sekretarza Komitetu Powiatowego w PZPR w Szamotułach, 25 lutego 1967 dokonał otwarcia szkoły w Kaźmierzu. W latach 1975–1978 był członkiem egzekutywy Komitetu Wojewódzkiego PZPR w Poznaniu. Od 1973 do 1980 pełnił funkcję wicewojewody poznańskiego (zarówno „dużego”, jak i „małego” województwa).